# تتسو ساتو
تتسو ساتو (انگلیسی: Tetsuo Satō؛ زادهٔ ۱۲ مارس ۱۹۴۹) بازیکن والیبال اهل ژاپن است.